# Trarion
Trarion – (altgriechisch Τράριον; lateinisch Trarium) – ist ein antiker Ortsname, der in der Geographia des Claudius Ptolemaios als einer der in Bithynia an der Propontis liegenden Orte (πόλεις) mit 56° 45' Länge (ptolemäische Längengrade) und 42° 45' Breite angegeben wird. Trarion liegt damit nach Ptolemaios an der Propontis zwischen Kalchedon und Astakos. Wegen des Alters der Quelle kann eine Existenz des Ortes um 150 nach Christus angenommen werden.
Bislang konnte der Ort nicht sicher lokalisiert werden. Vielleicht handelt es sich um Trallia (altgriechisch Τραλλία), das am Astakanischen Meerbusen lag.